# Idiotsitter
Idiotsitter es una comedia de situación americana de los estudios de Comedy Central, denominados CC:Estudios, que se estrenó el 26 de febrero de 2014, antes de ser aceptada como serie para televisión, estrenándose en el mismo canal el 14 de enero de 2016. La serie fue creada por Jillian Bell y Charlotte Newhouse que interpretan a Gen Russell (Bell) y Billie Brown (Newhouse), que protagonizan la serie.
El 13 de junio de 2016, Idiotsitter fue renovada por una segunda temporada de diez episodios, situando a Gen y Billie en un campus universitario, aunque finalmente la temporada se redujo a siete episodios, emitidos en dos maratones los sábados 10 de junio de 2017 y el 17 de junio de 2017 también en Comedy Central.

## Argumento
Idiotsitter sigue la historia de Billie, una joven con problemas financieros que, para conseguir algo de dinero rápido, acepta un trabajo como niñera para una familia rica en Los Ángeles. Una vez aceptado, descubre que en realidad se trata de un trabajo de profesora y supervisora de una adulta infantil llamada Gene, que se encuentra bajo arresto domiciliario.

## Desarrollo y producción
En noviembre  de 2013 anunciaron Idiotsitter como parte de un plan de desarrollo de la producción digital de Comedy Central. Creando una serie web que produjo seis episodios a comienzos de 2014, antes de ser escogidos como serie en el canal principal de televisión de Comedy Central en junio de 2014. La primera temporada comenzó el 14 de enero de 2016. Jennifer Elise Cox reemplazó a Angela Poco en el papel de Tanzy Russell en la serie de televisión.

## Reparto
- Jillian Bell como Genevieve «Gen» Russell.
- Charlotte Newhouse como Wilhelmina «Billie» Brown.
- Stephen Raíz como Kent Russell (temporada 1, recurrente en la temporada 2).
- Elizabeth De Razzo comoAlegría (temporada 1).
- Jennifer Elise Cox como Tanzy Russell (temporada 1).

### Recurrentes
- Steve Berg como Chet/Bret.
- Ryan Gaul como McCallister Dobbs.

## Episodios
| Temporada | Temporada | Episodios | Emisión original                                                        | Emisión original    |
| Temporada | Temporada | Episodios | Inicio                                                                  | Final               |
| --------- | --------- | --------- | ----------------------------------------------------------------------- | ------------------- |
|           | 0         | 6         | 26 de febrero de 2014                                                   | 19 de marzo de 2014 |
|           | 1         | 10        | 28 de diciembre de 2015 (en línea) 14 de enero de 2016 (Comedy Central) | 17 de marzo de 2016 |
|           | 2         | 7         | 10 de junio de 2017                                                     | 17 de junio de 2017 |

## Recepción
Idiotsitter ha obtenido críticas favorables de los expertos. En Metacritic obtiene un índice de 68/100 basado en seis críticas. En Rotten Tomatoes obtiene un 88% de índice de aprobación, basado en ocho opiniones con una nota media de 7.2/10.

## Emisión internacional
- España: La serie fue estrenada por el canal de cable Comedy Central el 20 de marzo de 2017.[9] Estrenándose la segunda temporada el 15 de agosto de 2017.[10]
- Francia: La serie comenzó a emitirse el 2 de septiembre de 2016 por la cadena de televisión MTV France.[11]